# Ніколаус фон Якобс
Ніколаус фон Якобс (нім. Nikolaus von Jacobs; 5 січня 1913, Санкт-Петербург — 8 грудня 1942, Атлантичний океан) — німецький офіцер-підводник, корветтен-капітан крігсмаріне.

## Біографія
1 квітня 1933 року вступив на флот. З травня 1938 року — артилерійський, 1-й офіцер і виконувач обов'язків командира артилерійського навчального корабля «Бремсе». В червні-жовтні 1941 року пройшов курс підводника, в жовтні-листопаді 1941 року — командирську практику на підводному човні U-751, з листопаді 1941 по січень 1942 року — курс командира підводного човна. З 26 лютого 1942 року — командир U-611. 4 листопада 1942 року вийшов у свій перший і останній похід. 8 грудня U-611 був потоплений в Північній Атлантиці південно-східніше мису Фарвель (57°02′ пн. ш. 35°19′ зх. д.) глибинними бомбами британського бомбардувальника «Ліберейтор». Всі 45 членів екіпажу загинули.
- Кандидат в офіцери (1 квітня 1933)
- Морський кадет (23 вересня 1933)
- Фенріх-цур-зее (1 липня 1934)
- Оберфенріх-цур-зее (1 квітня 1936)
- Лейтенант-цур-зее (1 жовтня 1936)
- Оберлейтенант-цур-зее (1 червня 1938)
- Капітан-лейтенант (1 квітня 1941)
- Корветтен-капітан (1 грудня 1943, посмертно)

## Нагороди
- Медаль «За вислугу років у Вермахті» 4-го класу (4 роки)
- Залізний хрест
  - 2-го класу (листопад 1939)
  - 1-го класу (1 серпня 1940)